# Slováci v Chorvatsku

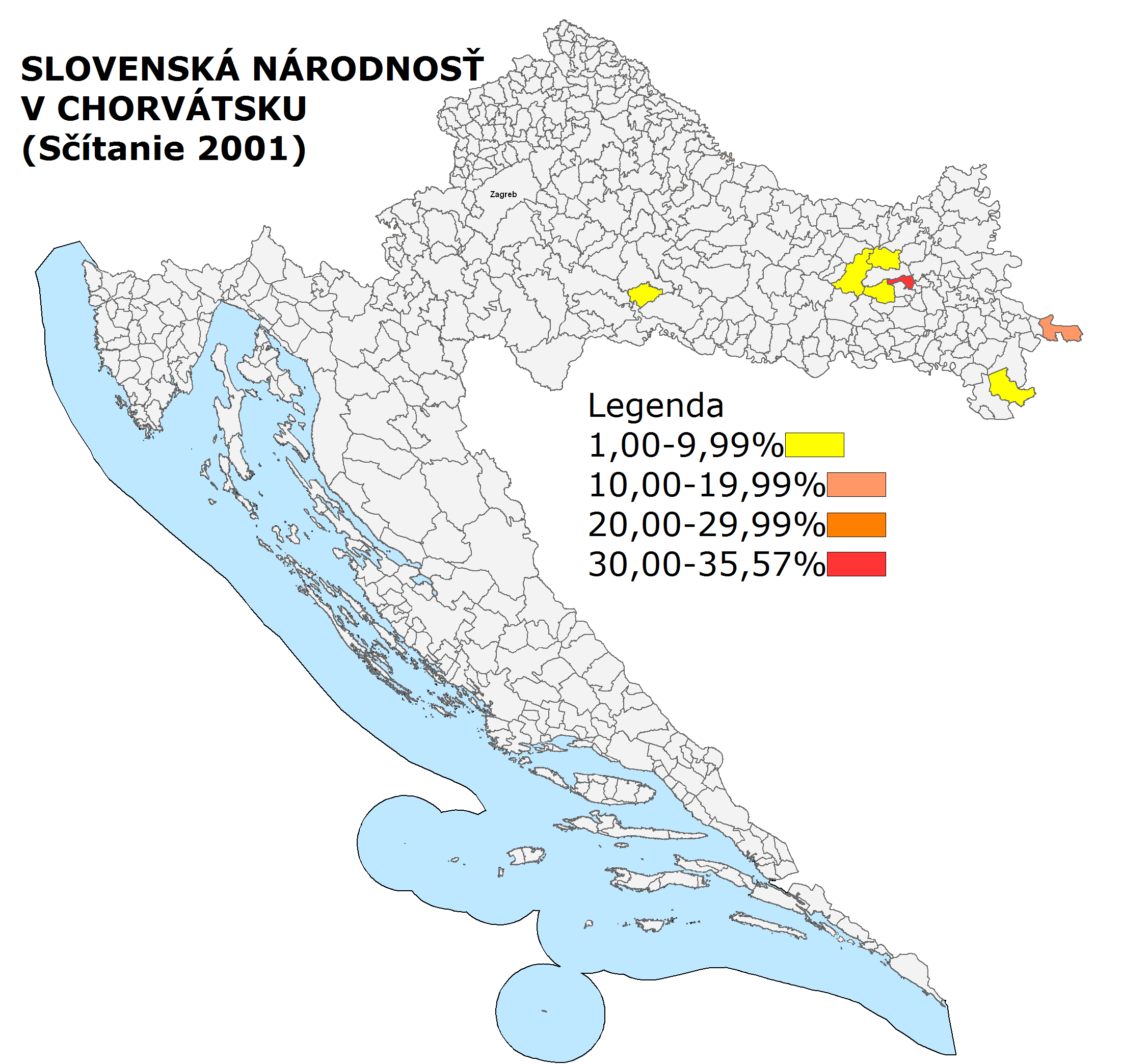
Slovenské osídlení v Chorvatsku, podle sčítání obyvatel z roku 2001.

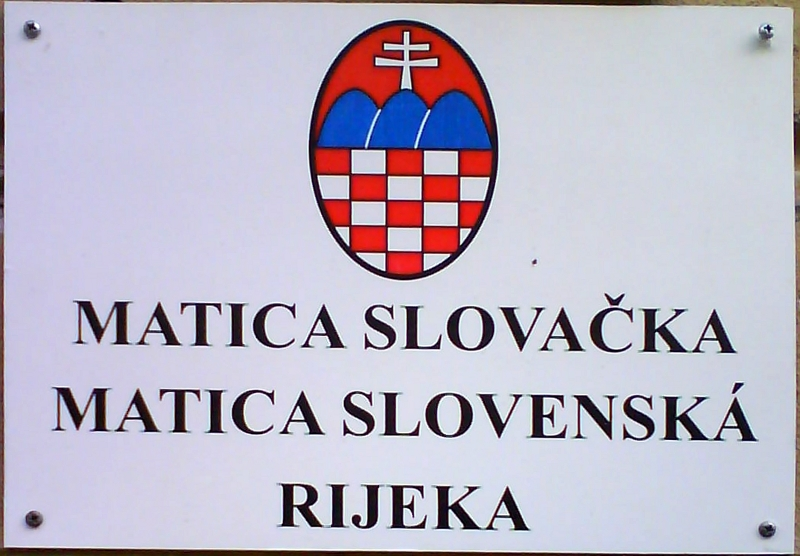
Tabule Matice slovenské v Rijece

Slovenština je jazyk většiny
Slovenština je jazyk menšiny

| Slovenština je jazyk většiny Slovenština je jazyk menšiny |

Slovenská menšina v Chorvatsku je koncentrovaná především do oblasti města Osijek v Osjecko-baranjské župě (okresy Našice, Djakovo, Novska, Osijek, Vukovar). Určitý počet Slováků žije i v oblasti Sisaku. Navzdory svému malému počtu disponuje slovenská menšina v Chorvatsku výraznými kulturními právy.

## Vývoj počtu Slováků v Chorvatsku
- 1961 – 8200
- 1971 – 6500
- 1981 – 6500
- 2001 – 4712[2]
- 2011 – 4753[3]

## Sčítání 2001
V tabulce jsou zapsány pouze města a opčiny, kde tvoří Slováci více nž 1,00 % populace.
| Název                    | Počet obyvatel | Slováci (počet /%) |
| ------------------------ | -------------- | ------------------ |
| Osijecko-baranjská župa  | 330 506        | 2 155 / 0,65%      |
| Našice                   | 17 320         | 964 / 5,57%        |
| Koška                    | 4 411          | 50 / 1,13%         |
| Punitovci                | 1 850          | 658 / 35,57%       |
| Drenje                   | 3 071          | 34 / 1,11%         |
| Sisacko-moslavinská župa | 185 387        | 243 / 0,13%        |
| Lipovljani               | 4 101          | 123 / 3,00%        |
| Vukovarsko-sremská župa  | 204 768        | 1 338 / 0,65%      |
| Ilok                     | 8 351          | 1 044 / 12,50%     |
| Vrbanja                  | 5 174          | 72 / 1,39%         |

## Sčítání 2011
V tabulce jsou zapsány pouze města/ opčiny, kde tvoří Slováci procento větší než 1,00%.
| Název                    | Počet obyvatel | Slováci (počet /%) |
| ------------------------ | -------------- | ------------------ |
| Osijecko-baranjská župa  | 305 032        | 2 293 / 0,75%      |
| Našice                   | 16 224         | 1 078 / 6,64%      |
| Koška                    | 3 980          | 55 / 1,38%         |
| Punitovci                | 1 803          | 666 / 36,94%       |
| Sisacko-moslavinská župa | 172 439        | 212 / 0,12%        |
| Lipovljani               | 3 455          | 106 / 3,07%        |
| Vukovarsko-sremská župa  | 179 521        | 1 185 / 0,66%      |
| Ilok                     | 6 767          | 935 / 13,82%       |
| Vrbanja                  | 3 940          | 69 / 1,75%         |